# Santa Luzia do Itanhy
Santa Luzia do Itanhy är en kommun i Brasilien.   Den ligger i delstaten Sergipe, i den östra delen av landet, 1 200 km öster om huvudstaden Brasília. Antalet invånare är 13 914.
Omgivningarna runt Santa Luzia do Itanhy är huvudsakligen savann. Runt Santa Luzia do Itanhy är det ganska glesbefolkat, med 47 invånare per kvadratkilometer.